# Mahenes
Mahenes är ett släkte av skalbaggar. Mahenes ingår i familjen långhorningar.
Kladogram enligt Catalogue of Life:
| Mahenes | \| \| Mahenes demelti \| \| \| \| \| \| Mahenes multifasciatus \| \| \| \| \| \| Mahenes semifasciata \| \| \| \| |
|         | \| \| Mahenes demelti \| \| \| \| \| \| Mahenes multifasciatus \| \| \| \| \| \| Mahenes semifasciata \| \| \| \| |
|         | Mahenes demelti                                                                                                   |
|         | |
|         | Mahenes multifasciatus                                                                                            |
|         | |
|         | Mahenes semifasciata                                                                                              |
|         | |